# 中国农工民主党第一次全国干部会议
31°12′59″N 121°28′08″E / 31.21641°N 121.46889°E
中国农工民主党第一次全国干部会议，也称中国国民党临时行动委员会成立大会，是1930年8月9日，在上海法租界萨波赛路黎锦辉住宅召开的中国国民党临时行动委员会第一次全国干部会议。现旧址位于中华人民共和国上海市黄浦区淮海中路街道淡水路332弄1号。2014年4月4日，该会议旧址经上海市人民政府定为第八批上海市文物保护单位。

## 概述
1930年8月9日，中国国民党临时行动委员会成立大会在上海法租界萨波赛路黎锦辉住宅召开，由邓演达主持召开了有十个省区代表参加的第一次全国干部会议。会议以宴会方式秘密进行，出席会议的有黄琪翔、章伯钧、季方、朱蕴山、郑太朴、丘哲等三十余人。邓演达作简短的开场讲话，指出了召开这次会议的任务和意义。会议通过了邓演达起草的《我们的主张》，并推选邓演达为总干事、中央宣传委员会主席章伯钧、中央组织委员会主席郑太朴、中央军事委员会主席黄琪翔、中央民运委员会主席李世璋、中央总务委员会主席季方、中央侨务委员会主席彭泽民。
2015年9月17日下午，中国农工民主党第一次全国干部会议会址修缮和布展暨党史教育基地揭幕仪式在上海黄浦区淡水路332弄1号举行。农工党中央主席陈竺、中央常务副主席刘晓峰，副主席何维、姚建年、杨震、朱静芝、蔡威、龚建明，原副主席陈灏珠、左焕琛出席仪式。中国共产党上海市委员会副书记应勇出席仪式。